# Trlenská dolina
Trlenská dolina – dolina w Wielkiej Fatrze na Słowacji. Ma wylot na Revúckim podoliu na wysokości około 530 m w należącej do Rużomberku osadzie Jazierce. Górą podchodzi pod tzw. liptowski grzbiet Wielkiej Fatry na odcinku od szczytu Šiprúň (1461 m) po szczyt Sidorovo (1099 m). Prawe zbocza doliny tworzy południowo-wschodni grzbiet szczytu Šiprúň, w którym wyróżniają się szczyty 1285 m i Pulčíkovo (1235 m), lewe szczyt Sidorovo (1099 m) i jego południowy grzbiet. Dnem doliny spływa Trlenský potok będący lewym dopływem rzeki Revúca. 
Trlenská dolina ma kilka bocznych odgałęzień. Znajduje się w otulinie Parku Narodowego Wielka Fatra. Jest w dużym stopniu zagospodarowana. Na dnie jej głównego ciągu oraz w bocznych odnogach znajdują się zabudowania i pola uprawne wsi Vlkolínec. Ma duże znaczenie turystyczne. Znajduje się w niej skansen budownictwa wiejskiego (osada Vlkolínec), farma koni wierzchowych, pomniki przyrody Vlčia skala i Dogerské skaly.

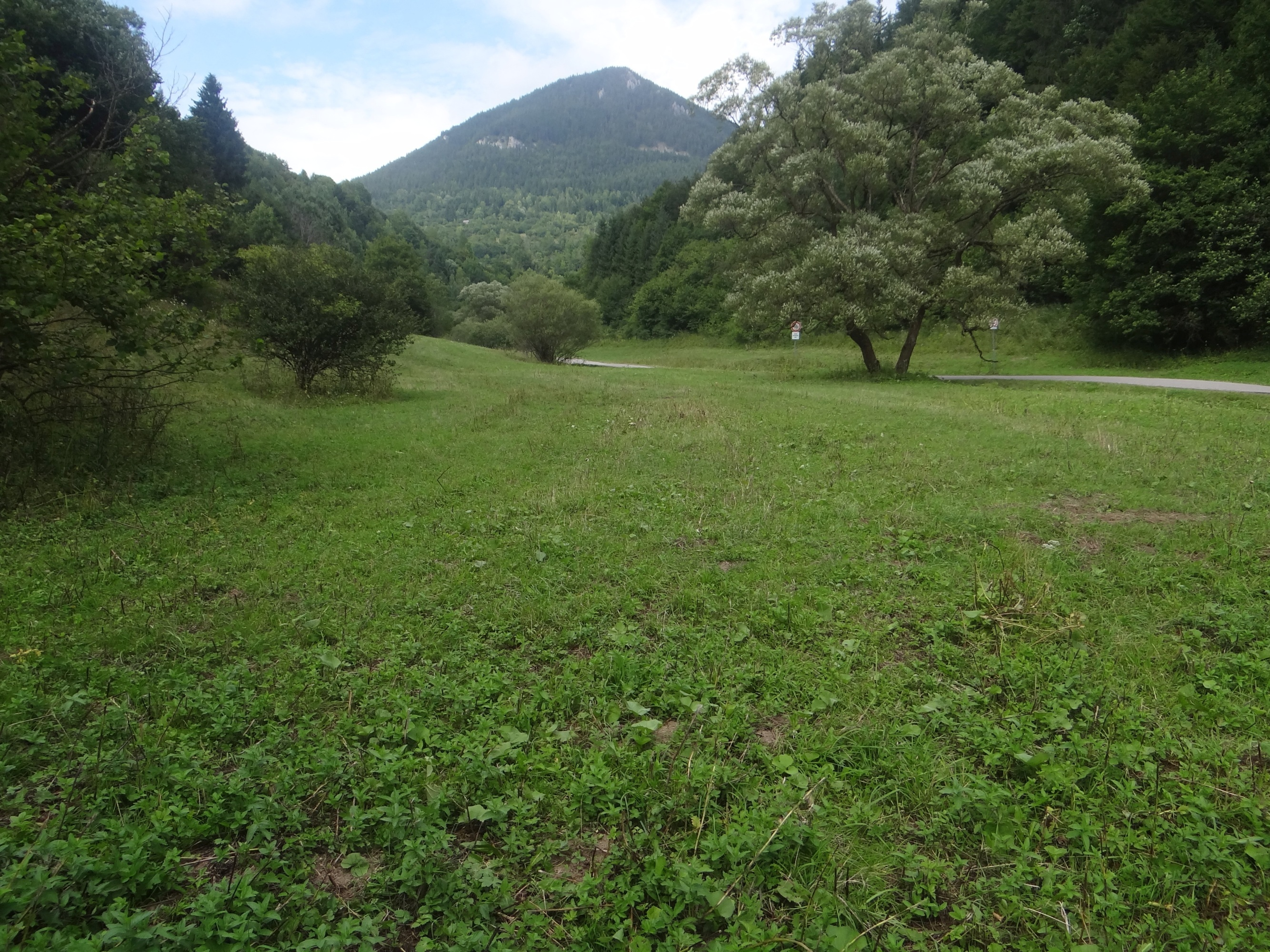
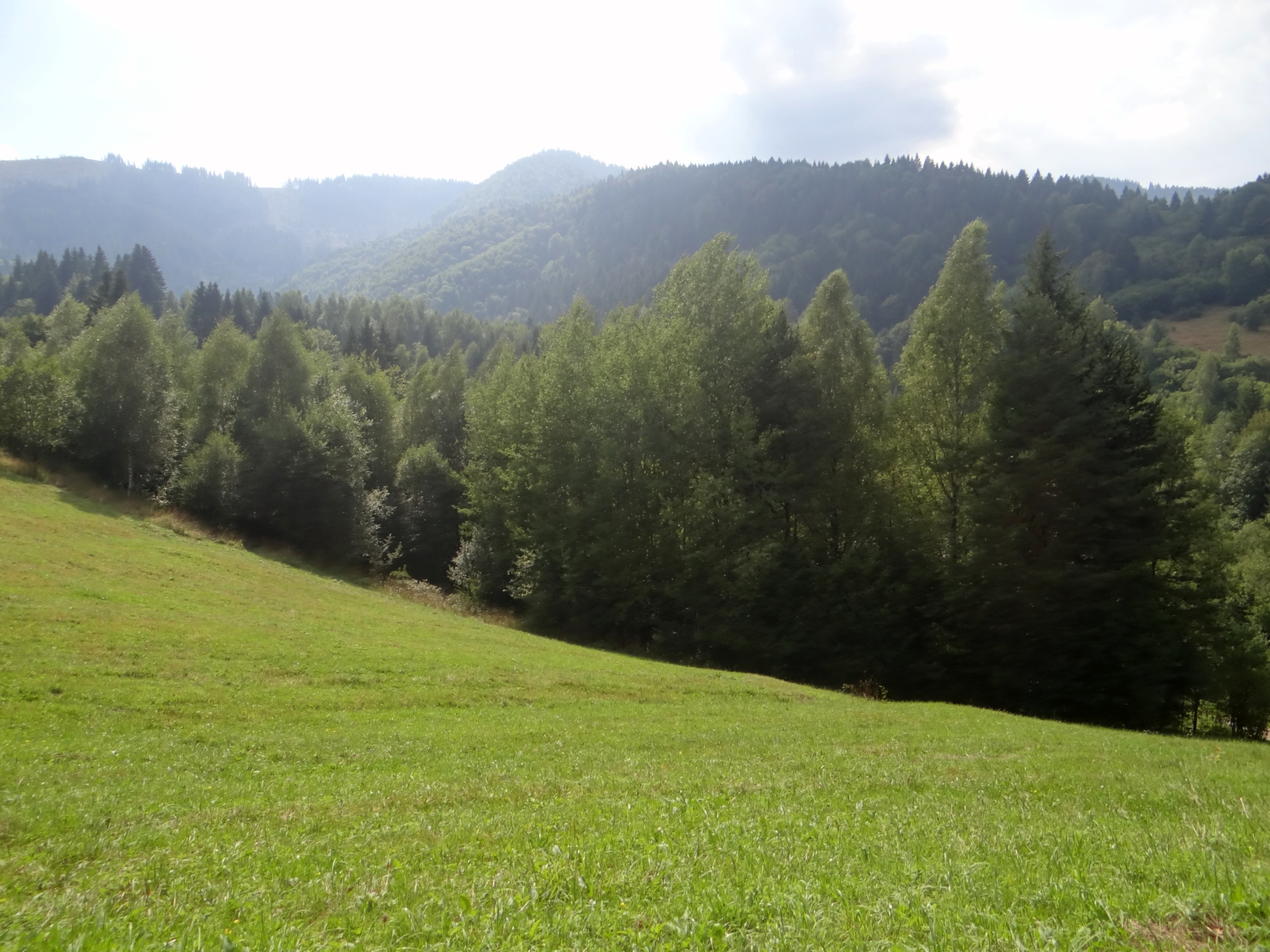
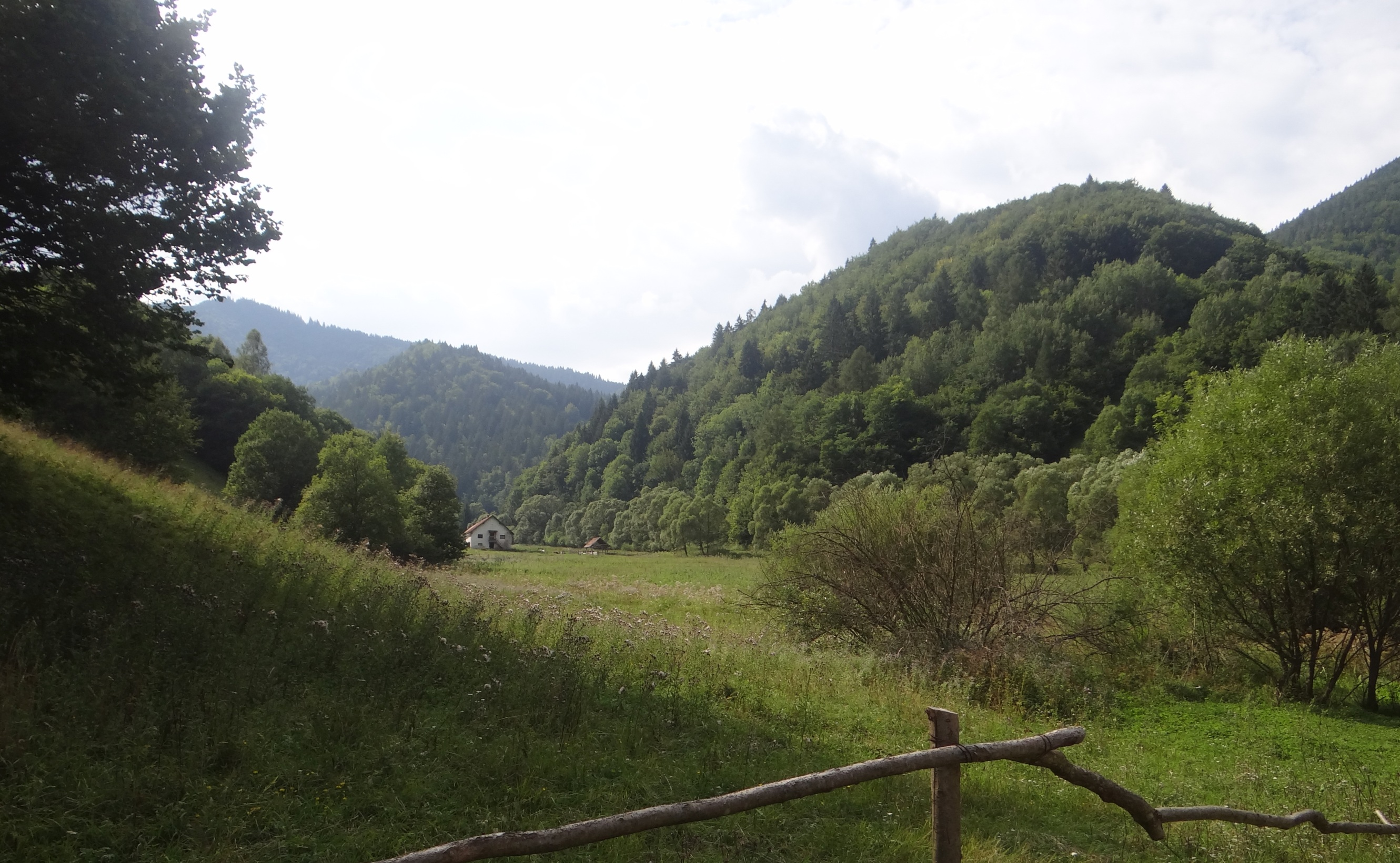
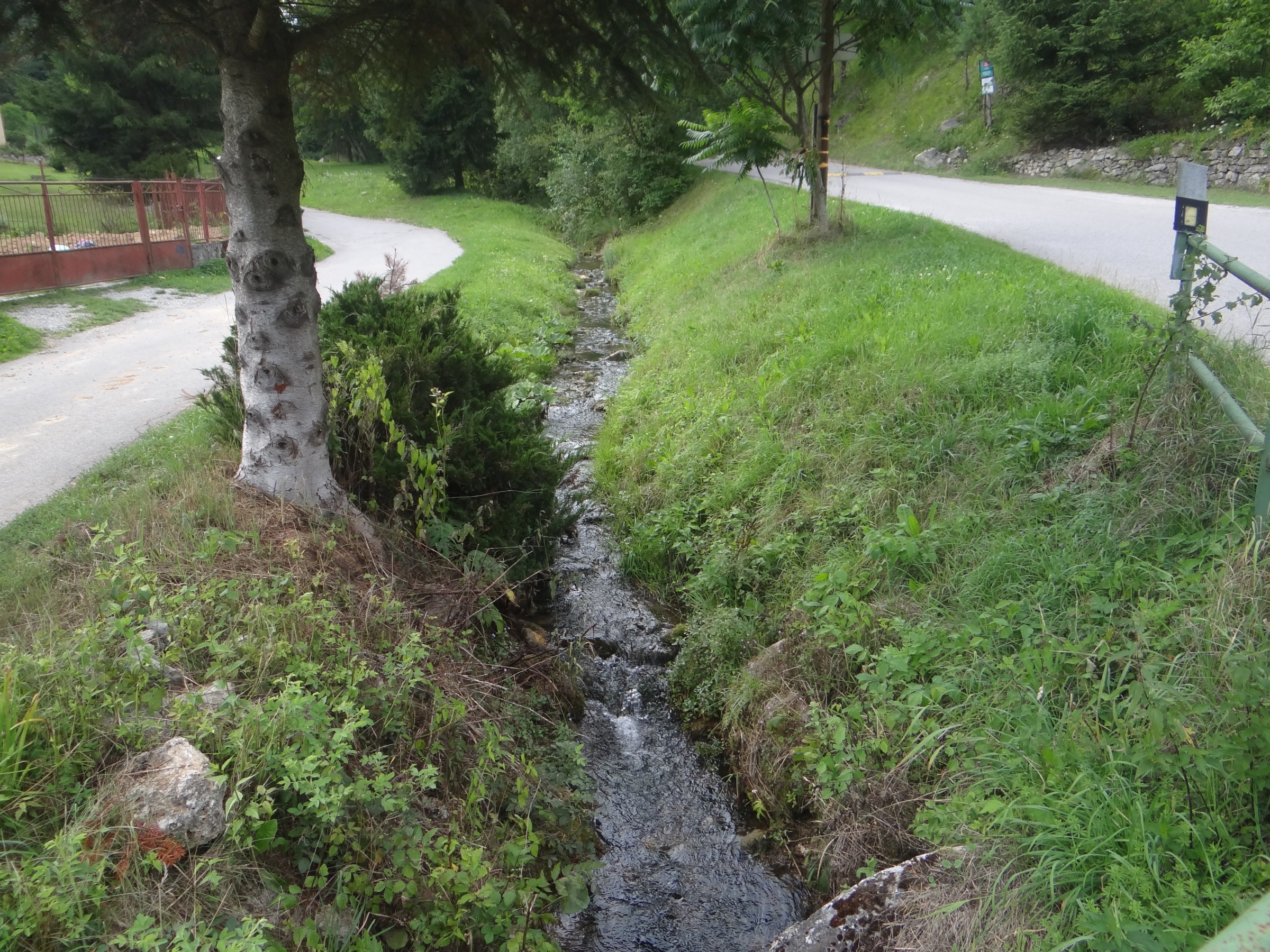
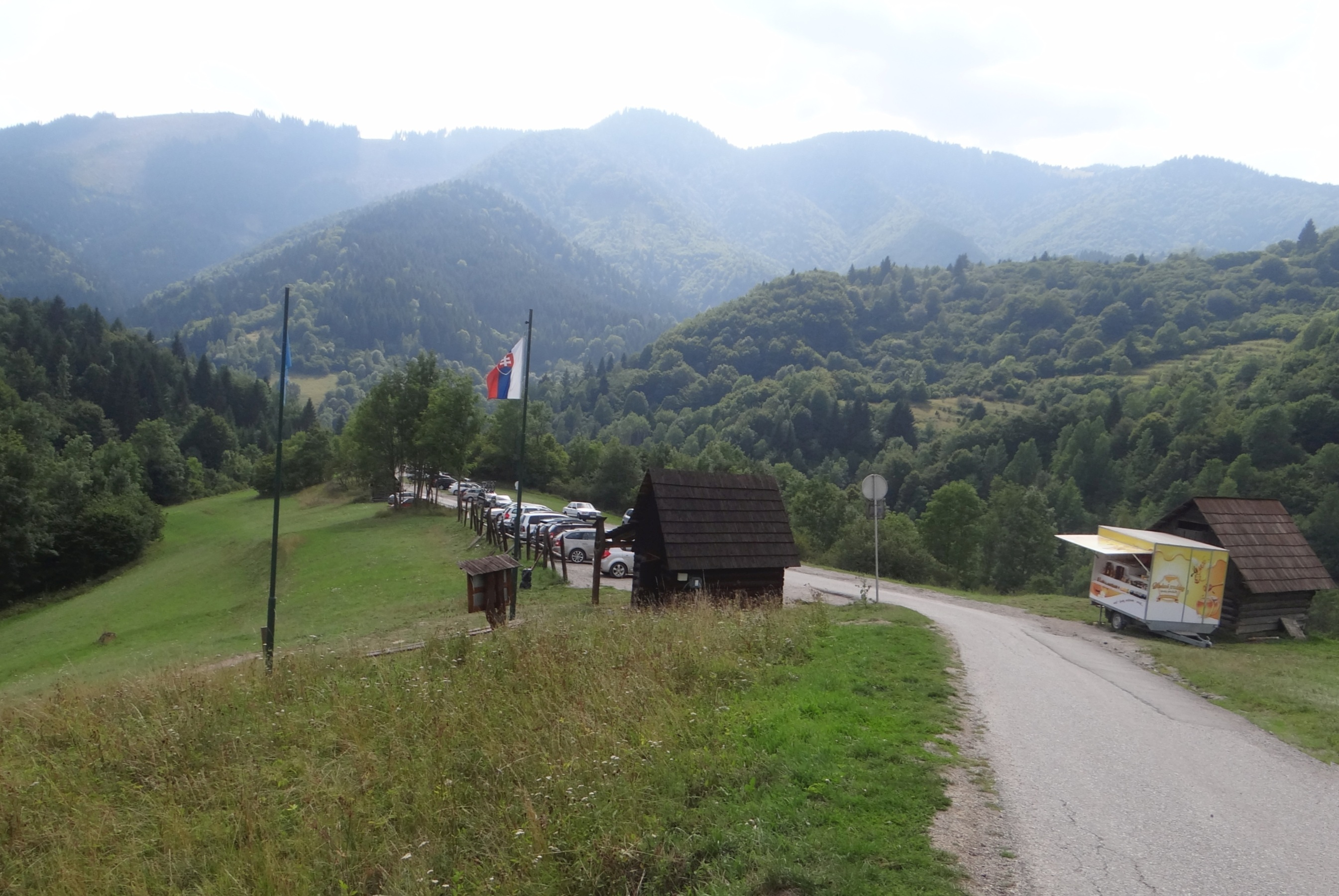

## Szlaki turystyczne
odcinek: Rużomberk – Trlenská dolina – Vlkolínec – Grúň – Pulčíkovo – Jazierskie travertíny – Jazierský vodopád – Trlenská dolina
 Trlenská dolina – dolny parking – osada Vlkolínec – Borovník – dolny parking